# شانگهای الکتریک
شانگهای الکتریک (انگلیسی: Shanghai Electric) شرکت مهندسی برق چینی است، که در زمینه ساخت تجهیزات مدارشکن قدرت، آسانسور، خودکارسازی، ماشین‌ابزار، تجهیزات بسته‌بندی و چاپ فشاری، تجهیزات تولید الکتریسیته، تجهیزات انتقال انرژی الکتریکی و توزیع انرژی الکتریکی، کلیدابزار، انواع ترانسفورماتور و تجهیزات ترابری فعالیت می‌کند.
شرکت شانگهای الکتریک در سال ۲۰۰۴ راه‌اندازی شد و در حال حاضر بزرگترین سازنده توربین‌های بخار در جهان می‌باشد. دفتر مرکزی این شرکت در شهر شانگهای قرار دارد و بخشی از سهام آن در بازارهای بورس اوراق بهادار هنگ کنگ و بورس شانگهای معامله می‌شود.